# Ronde van Italië 2020/Eerste etappe
De eerste etappe van de Ronde van Italië 2020 werd verreden op 3 oktober tussen Monreale en Palermo. Het betrof een individuele tijdrit over vijftien kilometer. Filippo Ganna zette zijn net behaalde wereldtitel kracht bij door overtuigend deze tijdrit te winnen. Van de favorieten voor de eindzege deelde Geraint Thomas een klap uit aan de concurrentie door vroeg te starten en daarmee de opstekende wind voor te zijn.
| Monreale – Palermo (15,0 km) (ITT) |                  |                        |        |
| Plaats                             | Naam             | Ploeg                  | Tijd   |
| 1                                  | Filippo Ganna    | Team INEOS Grenadiers  | 15'24" |
| 2                                  | João Almeida     | Deceuninck–Quick-Step  | + 22"  |
| 3                                  | Mikkel Bjerg     | UAE Team Emirates      | z.t.   |
| 4                                  | Geraint Thomas   | Team INEOS Grenadiers  | + 23"  |
| 5                                  | Tobias Foss      | Team Jumbo-Visma       | + 31"  |
| 6                                  | Josef Černý      | CCC Team               | + 36"  |
| 7                                  | Matteo Sobrero   | NTT Pro Cycling        | + 40"  |
| 8                                  | Lawson Craddock  | EF Education First     | + 41"  |
| 9                                  | Miles Scotson    | Groupama-FDJ           | + 42"  |
| 10                                 | Matthias Brändle | Israel Start-Up Nation | z.t.   |
|                                    |                  |                        |        |
| 12                                 | Jos van Emden    | Team Jumbo-Visma       | z.t.   |
| 20                                 | Pieter Serry     | Deceuninck–Quick-Step  | + 51"  |

| Algemeen klassement |                  |                        |        |
| Plaats              | Naam             | Ploeg                  | Tijd   |
| Roze trui           | Filippo Ganna    | Team INEOS Grenadiers  | 15'24" |
| 2                   | João Almeida     | Deceuninck–Quick-Step  | + 22"  |
| 3                   | Mikkel Bjerg     | UAE Team Emirates      | z.t.   |
| 4                   | Geraint Thomas   | Team INEOS Grenadiers  | + 23"  |
| 5                   | Tobias Foss      | Team Jumbo-Visma       | + 31"  |
| 6                   | Josef Černý      | CCC Team               | + 36"  |
| 7                   | Matteo Sobrero   | NTT Pro Cycling        | + 40"  |
| 8                   | Lawson Craddock  | EF Education First     | + 41"  |
| 9                   | Miles Scotson    | Groupama-FDJ           | + 42"  |
| 10                  | Matthias Brändle | Israel Start-Up Nation | z.t.   |
|                     |                  |                        |        |
| 12                  | Jos van Emden    | Team Jumbo-Visma       | z.t.   |
| 20                  | Pieter Serry     | Deceuninck–Quick-Step  | + 51"  |

## Opgaves
- Luca Covili (Bardiani-CSF-Faizanè): finishte buiten tijd en moest de Ronde verlaten
- Miguel Ángel López (Astana Pro Team): kwam ten val tijdens de tijdrit en moest opgeven

1e etappe ·
2e etappe ·
3e etappe ·
4e etappe ·
5e etappe ·
6e etappe ·
7e etappe ·
8e etappe ·
9e etappe ·
10e etappe ·
11e etappe ·
12e etappe ·
13e etappe ·
14e etappe ·
15e etappe ·
16e etappe ·
17e etappe ·
18e etappe ·
19e etappe ·
20e etappe ·
21e etappe
Startlijst · Eindstanden · Afbeeldingen